# Китайский Тайбэй на зимних Азиатских играх 2011
Китайская Республика (Тайвань) под названием «Китайский Тайбэй» приняла участие в 7-х зимних Азиатских играх, проводившихся в 2011 году в Астане и Алма-Ате, отправив 32 спортсмена, участвовавших в соревнованиях по пяти видам спорта (биатлон, горнолыжный спорт, фигурное катание, хоккей с шайбой, шорт-трек). По результатам Игр сборная Китайского Тайбэя не завоевала ни одной медали.

## Биатлон
| Дисциплина                            | Спортсмен  | Результат            | Место |
| ------------------------------------- | ---------- | -------------------- | ----- |
| Спринт, 10 км, мужчины                | Ван Яои    | 50:18.1 (+21:16.5)   | 13    |
| Спринт, 10 км, мужчины                | Лю Юнцзянь | 1:08:07.0 (+39:05.4) | 14    |
| Гонка преследования, 12,5 км, мужчины | Ван Яои    | круг                 | -     |
| Гонка преследования, 12,5 км, мужчины | Лю Юнцзянь | не начал             | -     |
| Индивидуальная гонка, 20 км, мужчины  | Ван Яои    | не начал             | -     |
| Индивидуальная гонка, 20 км, мужчины  | Лю Юнцзянь | не начал             | -     |

## Горнолыжный спорт
| Дисциплина                 | Спортсмен             | Результат        | Место |
| -------------------------- | --------------------- | ---------------- | ----- |
| Скоростной спуск (мужчины) | Маркус Чжэнь Цзюньвэй | 1:39.66 (+12.14) | 10    |
| Скоростной спуск (мужчины) | Майкл Чжэнь Цзюйнюй   | 1:42.59 (+15.07) | 11    |
| Супергигант (мужчины)      | Маркус Чжэнь Цзюньвэй | 1:12.37 (+7.76)  | 7     |
| Супергигант (мужчины)      | Майкл Чжэнь Цзюйнюй   | 1:17.25 (+12.64) | 12    |
| Суперкомбинация (мужчины)  | Маркус Чжэнь Цзюньвэй | 2:07.19 (+21.49) | 11    |
| Суперкомбинация (мужчины)  | Майкл Чжэнь Цзюйнюй   | 2:03.30 (+17.60) | 10    |

## Фигурное катание
| Дисциплина                | Спортсмен         | Короткая программа | Короткая программа | Произвольная программа | Произвольная программа | Сумма  | Сумма |
| Дисциплина                | Спортсмен         | Баллы              | Место              | Баллы                  | Место                  | Баллы  | Место |
| ------------------------- | ----------------- | ------------------ | ------------------ | ---------------------- | ---------------------- | ------ | ----- |
| Мужское одиночное катание | Ши Вэньчжан       | 44,62              | 10                 | 80,98                  | 11                     | 125,60 | 10    |
| Женское одиночное катание | Лю Чжаочжи        | 30,39              | 13                 | 61,83                  | 11                     | 92,22  | 13    |
| Женское одиночное катание | Аманда Суньото-Ян | 28,17              | 14                 | 57,80                  | 14                     | 85,97  | 13    |

## Хоккей с шайбой
В составе команды по хоккею с шайбой были заявлены: Чжан Синхань, Чжэн Чжунюй, Чжоу Ган, Хуан Ичжун, Хуан Юаньлон, Линь Хунжу, Линь Сунхань, Линь Ифань, Лу Лифэн, Лу Бохао, Шэнь Яньцзинь, Шэнь Яньлинь, Дин Банцзэн, Цзай Бочжуань, Вэн До, Ян Чжанлинь, Ю Гайвэн.
Топ-дивизион
| Место | Сборная          | И | В | Н | П | Ш     | +/- | Очки |
| ----- | ---------------- | - | - | - | - | ----- | --- | ---- |
| 1     | Казахстан        | 4 | 4 | 0 | 0 | 62—3  | +59 | 8    |
| 2     | Япония           | 4 | 3 | 0 | 1 | 32—6  | +26 | 6    |
| 3     | Республика Корея | 4 | 2 | 0 | 2 | 35—16 | +19 | 4    |
| 4     | Китай            | 4 | 1 | 0 | 3 | 13—33 | -20 | 2    |
| 5     | Китайский Тайбэй | 4 | 0 | 0 | 4 | 1—85  | -84 | 0    |

| 31 января 2011 года 14:30 UTC+6 | \| Китайский Тайбэй \| 0:22 протокол (недоступная ссылка) \| Республика Корея \| | Дворец спорта «Казахстан», Астана Зрителей: 450 Судья: Юрай Конц Дерек Заласки |
| Китайский Тайбэй                | 0:22 протокол (недоступная ссылка)                                               | Республика Корея                                                               |

| 1 февраля 2011 года 14:30 UTC+6 | \| Япония \| 18:0 протокол (недоступная ссылка) \| Китайский Тайбэй \| | Дворец спорта «Казахстан», Астана Зрителей: 950 Судья: Сергей Кулаков Алекси Рантала |
| Япония                          | 18:0 протокол (недоступная ссылка)                                     | Китайский Тайбэй                                                                     |

| 3 февраля 2011 года 19:00 UTC+6 | \| Казахстан \| 35:0 протокол (недоступная ссылка) \| Китайский Тайбэй \| | Дворец спорта «Казахстан», Астана Зрителей: 4700 Судья: Сергей Кулаков Алекси Рантала |
| Казахстан                       | 35:0 протокол (недоступная ссылка)                                        | Китайский Тайбэй                                                                      |

| 4 февраля 2011 года 14:30 UTC+6 | \| Китай \| 10:1 протокол (недоступная ссылка) \| Китайский Тайбэй \| | Дворец спорта «Казахстан», Астана Зрителей: 1900 Судья: Юрай Конц Дерек Заласки |
| Китай                           | 10:1 протокол (недоступная ссылка)                                    | Китайский Тайбэй                                                                |

## Шорт-трек
| Спортсмен                                                         | Дисциплина          | Гит      | Гит       | Полуфинал | Полуфинал       | Финал         | Финал       |
| Спортсмен                                                         | Дисциплина          | Время    | Место     | Время     | Место           | Время         | Место       |
| ----------------------------------------------------------------- | ------------------- | -------- | --------- | --------- | --------------- | ------------- | ----------- |
| Ван Янчунь                                                        | 1000 м (М)          | 1:32.871 | 3 (Гит 3) | не прошёл | не прошёл       | не прошёл     | не прошёл   |
| Ван Янчунь                                                        | 1500 м (М)          | 2:50.415 | 5 (Гит 1) |           |                 | 2:43.015      | 3 (Финал B) |
| Цзай Юйлунь                                                       | 500 м (М)           | 47.593   | 2 (Гит 3) | 46.014    | 4 (Полуфинал 1) | 45.889        | 4 (Финал B) |
| Ян Бокай                                                          | 500 м (М)           | 1:01.425 | 3 (Гит 1) | не прошёл | не прошёл       | не прошёл     | не прошёл   |
| Ян Шуньфань                                                       | 1000 м (М)          | 1:33.825 | 3 (Гит 1) | не прошёл | не прошёл       | не прошёл     | не прошёл   |
| Ян Шуньфань                                                       | 1500 м (М)          | 2:25.039 | 5 (Гит 2) |           |                 | 2:44.000      | 4 (Финал B) |
| Китайский Тайбэй (Ян Шуньфань, Цзай Юйлунь, Ян Бокай, Ван Янчунь) | Эстафета 5000 м (М) | 7:22.922 | 3 (Гит 1) |           |                 | не прошли     | не прошли   |
| Линь Вэй                                                          | 500 м (Ж)           | 47.419   | 3 (Гит 4) | не прошла | не прошла       | не прошла     | не прошла   |
| Линь Вэй                                                          | 1000 м (Ж)          | 1:41.739 | 3 (Гит 4) | не прошла | не прошла       | не прошла     | не прошла   |
| Цзоу Муинь                                                        | 1500 м (Ж)          | 2:50.528 | 5 (Гит 2) |           |                 | не прошла     | не прошла   |
| Чжун Сяоин                                                        | 500 м (Ж)           | 46.912   | 3 (Гит 3) | не прошла | не прошла       | не прошла     | не прошла   |
| Чжун Сяоин                                                        | 1000 м (Ж)          | 1:51.941 | 3 (Гит 1) | не прошла | не прошла       | не прошла     | не прошла   |
| Чжун Сяоин                                                        | 1500 м (Ж)          | 3:00.281 | 4 (Гит 1) |           |                 | не стартовала | - (Финал B) |
| Китайский Тайбэй (Ян Сыхань, Линь Вэй, Чжун Сяоин, Цзоу Муинь)    | Эстафета 3000 м (Ж) | 4:39.481 | 3 (Гит 1) |           |                 | не прошли     | не прошли   |